# Lars Veldwijk
Lars Veldwijk (Uithoorn, 21 augustus 1991) is een Zuid-Afrikaans-Nederlands voetballer die als spits speelt. Veldwijk debuteerde in 2016 in het Zuid-Afrikaans voetbalelftal.

## Carrière

### FC Volendam
Veldwijk begon zijn voetballoopbaan bij Legmeervogels, een voetbalclub uit Uithoorn. Hij speelde in de jeugd bij FC Volendam waar hij in het seizoen 2010/11 debuteerde.
In zijn eerste seizoen bij Excelsior werd hij met dertig doelpunten topscorer van de Eerste divisie.

### Nottingham Forest
Veldwijk tekende in 2014 een driejarig contract bij Nottingham Forest, dat een basisbedrag van €600.000,- voor hem betaalde aan Excelsior met maximaal €750.000 extra aan bonussen in het vooruitzicht. Hij maakte echter geen indruk bij Nottingham Forest en mocht al gauw uitkijken naar een verhuurperiode.

### Verhuur aan PEC Zwolle
In zijn tweede contractjaar werd hij verhuurd aan PEC Zwolle, dat een optie tot koop bedong. Met de Overijsselse club werd hij in het seizoen 2015/16 achtste in de Eredivisie, waarna nog één ronde volgde in de play-offs 2016. Met veertien doelpunten in de reguliere competitie eindigde Veldwijk dat jaar gedeeld negende op de nationale topscorerslijst. Op zaterdag 16 april besloot Veldwijk het competitieduel tegen AZ Alkmaar als doelman, nadat Mickey van der Hart in de 67ste minuut met een rode kaart van het veld was gestuurd en PEC Zwolle al drie keer had gewisseld. Topscorer Vincent Janssen passeerde hem vervolgens nog twee keer, waardoor de eindstand op 5-1 werd bepaald.

### Terugkeer bij Nottingham Forest
De terugkeer van Veldwijk bij Nottingham Forest draaide uit op een teleurstelling. Hij speelde niet veel, maar trof wel een keer doel in een bekerwedstrijd.

### KV Kortrijk
Veldwijk ruilde Nottingham Forest in augustus 2016 in voor KV Kortrijk en kwam negenmaal in actie voor de club, hij scoorde hierin één keer.

### Verhuur aan Aalesunds FK
Vanaf april 2017 tot aan het eind van het seizoen 2016/17 werd hij verhuurd aan Aalesunds FK. In Noorwegen trof hij vijfmaal doel in zestien wedstrijden.

### FC Groningen
Veldwijk tekende in juli 2017 een driejarig contract bij FC Groningen, dat een niet bekendgemaakt bedrag voor hem betaalde aan KV Kortrijk. Op 12 februari 2018 kreeg Veldwijk van de club te horen dat hij per direct terug werd gezet naar de beloften, vanwege het vermeend weigeren om in te vallen tijdens de thuiswedstrijd tegen ADO Den Haag een dag eerder. Aan het einde van het seizoen maakte FC Groningen bekend na één seizoen alweer afscheid te nemen van Veldwijk. De spits had nog een doorlopend contract tot en met 2020, maar mag transfervrij vertrekken. Veldwijk raakte gedurende het seizoen 2017/18 in conflict met ploeggenoot Mimoun Mahi en trainer Ernest Faber.

### Sparta Rotterdam
Op 16 juni 2018 maakte het gedegradeerde Sparta Rotterdam bekend een eenjarige overeenkomst met een optie voor nog een jaar te hebben afgesloten met Veldwijk. Sparta sloot het seizoen in de Eerste divisie, met Veldwijk als aanvoerder af met een tweede plaats achter FC Twente. In de daaropvolgende Play-offs werd er gewonnen van TOP Oss en De Graafschap waardoor Sparta alsnog promoveerde naar de Eredivisie. Veldwijk speelde dit seizoen 41 wedstrijden waarin hij 24 doelpunten maakte. Daarmee won hij 3 individuele Kampioensschilden.

### Zuid-Korea
Op 15 januari 2020 tekende Veldwijk een contract bij Jeonbuk Hyundai Motors in de Zuid-Koreaanse K League. Veldwijk maakte op 4 maart 2020 tegen Sydney Football Club zijn de debuut voor Jeonbuk Hyundai Motors in een groepswedstrijd van de AFC Champions League, dat eindigde in een 2-2 gelijkspel. Op 17 juli 2020 ging Veldwijk naar Suwon Football Club, dat uitkwam in de K League 2. Hij promoveerde dat seizoen direct met zijn club naar de k League 1. Daarin werd hij na het seizoen 2021 opgenomen in het team van het seizoen. Begin augustus 2023 werd Veldwijk in Zuid-Korea betrapt op rijden onder invloed. Door zijn club werd hij direct op non-actief gesteld. Op 10 augustus werd hij door de Zuid-Koreaanse voetbalbond voor 15 duels geschorst en kreeg hij een boete van 4 miljoen won. Hierna besloot Suwon FC een juridisch onderzoek te starten en maakte op 20 september bekend zijn contract per 30 september te ontbinden.

### CD Castellón
Per 1 februari 2024 verkaste Veldwijk naar CD Castellón in Spanje, waar Dick Schreuder zijn trainer werd. Drie maanden later werd hij met Castellón kampioen op het Spaanse derde niveau.
Na een korte periode in Thailand waar hij vanwege een vanwege een hernia niet in actie kwam, ging hij in januari 2025 voor Gulf United FC spelen op het tweede niveau in de Verenigde Arabische Emiraten. Een half jaar later vekaste hij naar Dibba Al-Hisn SC.

## Clubstatistieken
| Seizoen        | Club                   | Competitie     | Competitie | Competitie | Beker | Beker | Internationaal | Internationaal | Overig | Overig | Totaal | Totaal |
| Seizoen        | Club                   | Competitie     | Wed.       | Dlp.       | Wed.  | Dlp.  | Wed.           | Dlp.           | Wed.   | Dlp.   | Wed.   | Dlp.   |
| -------------- | ---------------------- | -------------- | ---------- | ---------- | ----- | ----- | -------------- | -------------- | ------ | ------ | ------ | ------ |
| 2010/11        | FC Volendam            | Eerste divisie | 2          | 0          | 0     | 0     | 0              | 0              | 0      | 0      | 2      | 0      |
| 2011/12        | FC Utrecht             | Eredivisie     | 5          | 0          | 0     | 0     | 0              | 0              | 0      | 0      | 5      | 0      |
| 2012/13        | FC Utrecht             | Eredivisie     | 0          | 0          | 0     | 0     | 0              | 0              | 0      | 0      | 0      | 0      |
| 2012/13        | → FC Dordrecht         | Eerste divisie | 31         | 14         | 3     | 3     | 0              | 0              | 2      | 2      | 36     | 19     |
| 2013/14        | Excelsior              | Eerste divisie | 38         | 30         | 3     | 1     | 0              | 0              | 4      | 4      | 45     | 35     |
| 2014/15        | Nottingham Forest      | Championship   | 11         | 0          | 3     | 0     | 0              | 0              | 0      | 0      | 14     | 0      |
| 2015/16        | → PEC Zwolle           | Eredivisie     | 33         | 14         | 1     | 0     | 0              | 0              | 2      | 0      | 36     | 14     |
| 2016/17        | Nottingham Forest      | Championship   | 1          | 0          | 2     | 1     | 0              | 0              | 0      | 0      | 3      | 1      |
| 2016/17        | KV Kortrijk            | Eerste klasse  | 9          | 1          | 2     | 0     | 0              | 0              | 0      | 0      | 11     | 1      |
| 2016/17        | → Aalesunds FK         | Eliteserien    | 16         | 5          | 1     | 0     | 0              | 0              | 0      | 0      | 17     | 5      |
| 2017/18        | FC Groningen           | Eredivisie     | 18         | 4          | 2     | 0     | 0              | 0              | 0      | 0      | 20     | 4      |
| 2018/19        | Sparta Rotterdam       | Eerste divisie | 36         | 24         | 1     | 0     | 0              | 0              | 4      | 0      | 41     | 24     |
| 2019/20        | Sparta Rotterdam       | Eredivisie     | 15         | 4          | 1     | 1     | 0              | 0              | 0      | 0      | 16     | 5      |
| 2020           | Jeonbuk Hyundai Motors | K League 1     | 10         | 1          | 0     | 0     | 1              | 0              | 1      | 0      | 12     | 1      |
| 2020           | Suwon                  | K League 2     | 17         | 5          | 0     | 0     | 0              | 0              | 0      | 0      | 17     | 5      |
| 2021           | Suwon                  | K League 1     | 32         | 15         | 0     | 0     | 0              | 0              | 5      | 3      | 37     | 18     |
| 2022           | Suwon                  | K League 1     | 29         | 6          | 0     | 0     | 0              | 0              | 5      | 2      | 34     | 8      |
| Carrièretotaal | Carrièretotaal         | Carrièretotaal | 303        | 123        | 19    | 6     | 1              | 0              | 23     | 11     | 346    | 140    |

## Interlandcarrière
Veldwijk is geboren in Nederland, maar omdat zijn vader in Zuid-Afrika geboren is, kwam hij ook in aanmerking voor het Zuid-Afrikaans voetbalelftal. Hij sloot zich in oktober 2016 voor het eerst aan bij de nationale selectie hiervan. Veldwijk maakte op 15 november 2016 vervolgens zijn debuut als Zuid-Afrikaans international, tijdens een in 1-1 geëindigde oefeninterland tegen Mozambique. Veldwijk maakte deel uit van de Zuid-Afrikaanse selectie op het Afrikaans kampioenschap voetbal 2019 waar de kwartfinale bereikt werd. Op het toernooi kwam hij in vijf korte invalbeurten 33 minuten in actie.
| Interlands van Lars Veldwijk voor Zuid-Afrika | Interlands van Lars Veldwijk voor Zuid-Afrika | Interlands van Lars Veldwijk voor Zuid-Afrika | Interlands van Lars Veldwijk voor Zuid-Afrika | Interlands van Lars Veldwijk voor Zuid-Afrika | Interlands van Lars Veldwijk voor Zuid-Afrika |
| №                                             | Datum                                         | Wedstrijd                                     | Uitslag                                       | Soort Wedstrijd                               | Doelpunten                                    |
| Als speler bij KV Kortrijk                    | Als speler bij KV Kortrijk                    | Als speler bij KV Kortrijk                    | Als speler bij KV Kortrijk                    | Als speler bij KV Kortrijk                    | Als speler bij KV Kortrijk                    |
| --------------------------------------------- | --------------------------------------------- | --------------------------------------------- | --------------------------------------------- | --------------------------------------------- | --------------------------------------------- |
| 1.                                            | 15 november 2016                              | Mozambique - Zuid-Afrika                      | 1 – 1                                         | Vriendschappelijk                             |                                               |
| Als speler bij Sparta Rotterdam               |                                               |                                               |                                               |                                               |                                               |
| 2.                                            | 24 maart 2019                                 | Libië - Zuid-Afrika                           | 1 – 2                                         | kwalificatie Afrikaans kampioenschap 2019     |                                               |
| 3.                                            | 24 juni 2019                                  | Ivoorkust - Zuid-Afrika                       | 1 – 0                                         | Afrikaans kampioenschap 2019                  |                                               |
| 4.                                            | 28 juni 2019                                  | Zuid-Afrika - Namibië                         | 1 – 0                                         | Afrikaans kampioenschap 2019                  |                                               |
| 5.                                            | 1 juli 2019                                   | Zuid-Afrika - Marokko                         | 0 – 1                                         | Afrikaans kampioenschap 2019                  |                                               |
| 6.                                            | 6 juli 2019                                   | Egypte - Zuid-Afrika                          | 0 – 1                                         | Afrikaans kampioenschap 2019                  |                                               |
| 7.                                            | 10 juli 2019                                  | Nigeria - Zuid-Afrika                         | 2 – 1                                         | Afrikaans kampioenschap 2019                  |                                               |

Bijgewerkt op 10 juli.

## Persoonlijk
Veldwijk heeft een zoon uit een relatie, kreeg daarna een relatie met vlogger Monica Geuze met wie hij in 2018 een dochter kreeg. Op 15 november 2019 maakte het stel via Instagram bekend dat ze uit elkaar gingen.